# Neumarkt im Mühlkreis
Pour les articles homonymes, voir Neumarkt.
Neumarkt im Mühlkreis est une commune autrichienne du district de Freistadt en Haute-Autriche.